# Hallazgo de Vulcano

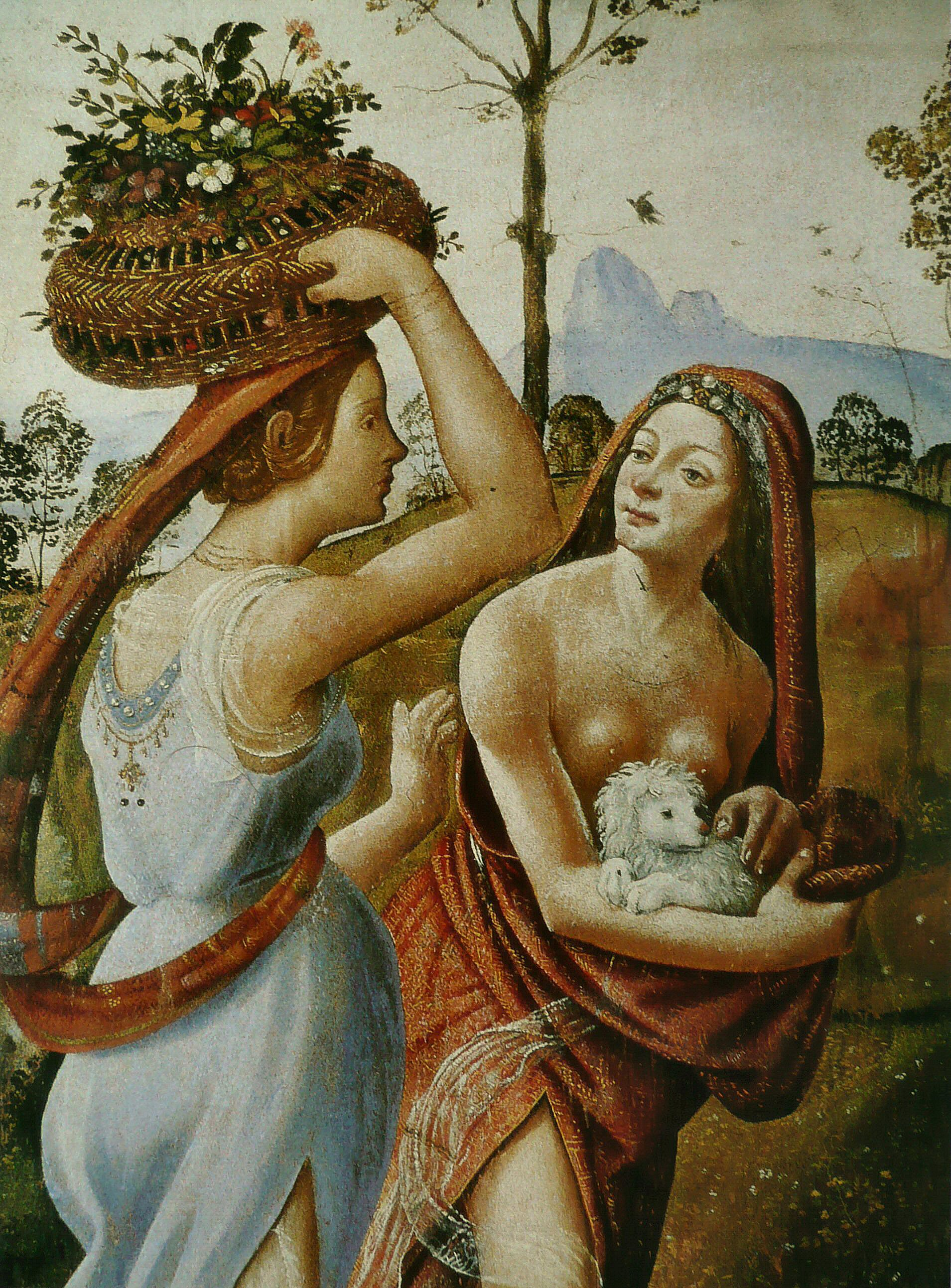
Detalle.

El Hallazgo de Vulcano es un óleo sobre lienzo de 155 x 174 cm de Piero di Cosimo, datado hacia 1500-1505 y conservado en el Wadsworth Atheneum de Hartford (Connecticut). Forma parte de la serie Historias de la humanidad primitiva.

## Historia
El panel es generalmente identificado con uno de los que decoraban un cuarto del palacio Del Pugliese de Florencia, vistos y descritos por Vasari. Panofski, notando las afinidades con el tema del fuego y de la civilización de la humanidad, fue el primero en asociar este gran panel y el de medidas similares en la Galería Nacional de Canadá (Vulcano y Eolo maestros de la humanidad) con los tres respaldos de Nueva York y Oxford. Puede ser que las tablas estuvieran en cuartos distintos o que estuvieran insertadas en una boiserie a alturas diferentes, aunque el diferente tamaño de las figuras sugiere diferentes ciclos.
El estudioso fue también el primero en reconocer el tema de la pintura, que hasta entonces se había interpretado como Hilas entre las ninfas. Las dos obras se encontraban en Florencia al menos hasta 1861, cuando fueron compradas por William Blundell Pence, cuyos herederos las colocaron en el mercado anticuario.

## Descripción y estilo
La fuente principal de la escena es Virgilio, tanto de la Eneida (VIII, 416-454) como de las Églogas (IV, 62).
La escena muestra a Vulcano, dios del fuego, que de niño es arrojado del Olimpo por ser cojo. El chiquillo, desnudo pero con unas florecillas que ocultan justo sus genitales, es encontrado en la isla de Lemnos por algunas muchachas que lo socorren.
El artista se dedicó sobre todo a una descripción extremadamente precisa de los detalles, especialmente las especies vegetales que animan el paisaje primaveral y las aves que revolotean. La escena cuenta con insinuaciones eróticas, que debían agradar al comprador. El dios está entre seis jóvenes ataviadas "a la antigua" lo que se aprovecha para mostrar piernas y pechos, que cuando les sorprende su caída estaban recogiendo flores: mientras una le ayuda a levantarse, los mira una arrodillada que había reunido flores en un paño, otra en una canasta a la cabeza, a otra se le caen las que había recogido en su velo transparente, otra se acerca con su perrito.